# La Trois
La Trois es un canal de televisión nacional de Bélgica, perteneciente al grupo de comunicación de la comunidad francófona RTBF y operado por el mismo. Comenzó sus emisiones el 30 de noviembre de 2007 en la Televisión Digital Terrestre, satélite, cable e IPTV.

## Historia
La Trois comenzó sus emisiones el 30 de noviembre de 2007 con el lanzamiento de los canales de la RTBF en la TNT belga. En un principio sus emisiones consistían en la programación de la cadena por el satélite RTBF Sat pero solo para el territorio nacional.
Hoy en día su programación está orientada a la juventud y la cultura y dispone de una versión en HD desde el 25 de septiembre de 2010.

## OUFtivi
OUFtivi es el bloque infantil de La Trois que se implantó en la nueva programación para el año 2010. Emite series animadas y de acción real tanto extranjeras como locales de lunes a viernes de 6 a 9 de la mañana y los fines de semana hasta las 12 del mediodía. Anteriormente a 2010 el bloque infantil de RTBF se emitía en La Deux con el nombre de Ici Bla-Bla.

## Identidad Visual

### Logotipos

Logotipo de La Trois desde el 30 de noviembre de 2007 al 25 de septiembre de 2010 y desde septiembre de 2014.
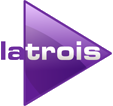
Logotipo de La Trois del 25 de septembre de 2010 a septiembre de 2014.
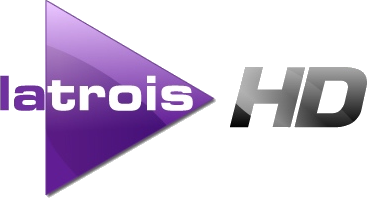
Logotipo de La Trois HD desde el 25 de septiembre de 2010.

### Eslóganes
- Desde el 30 de noviembre de 2007: Plurielle, utile, ouverte sur le monde (Plural, útil, abierta al mundo)[1]

## Programación
La programación de La Trois en su inicio era idéntica a la de RTBF Sat como directos y redifusiones de programas producidos por la RTBF, pero sin emisión de eventos deportivos.
Desde el comienzo de 2010, cuando cesaron las emisiones de RTBF Sat el 15 de febrero de 2010, La Trois comenzó a emitir su propia programación y a diferencia de las otras dos cadenas del grupo no emitían ningún tipo de publicidad. La Trois comenzó a emitir programas infantiles, películas y series en versión original, documentales, y los informativos de La Une en redifusión con la traducción gestual.
Entre el 15 de febrero de 2010 y el 25 de septiembre de 2010 se llevó a cabo la emisión de un programa de transición previo al lanzamiento oficial de la nueva programación de La Trois.  'La programación se compone esencialmente de programas para la juventud y algunos programas culturales' , dijo François Tron en una entrevista concedida al Journal Televisé de la La Une el 23 de agosto de 2010. Entre los programas juveniles se incluye un programa de noticias específicamente para los niños El Niouzz.

## Audiencias
Con una audiencia media de 1,4 % de cuota de mercado en 2017, La Deux es la octava cadena belga francófona con más espectadores y la tercera del grupo RTBF, por delante de La Une con un 16,80 % y La Deux con un 5,02 %.
| 2010  | 2011  | 2012  | 2013  | 2014  | 2015  | 2016  | 2017  |
| ----- | ----- | ----- | ----- | ----- | ----- | ----- | ----- |
| 0,4 % | 1,0 % | 0,9 % | 1,3 % | 1,3 % | 1,4 % | 1,3 % | 1,4 % |

Fuente : Centre d'Information sur les Médias (CIM).